# Oneirodidae

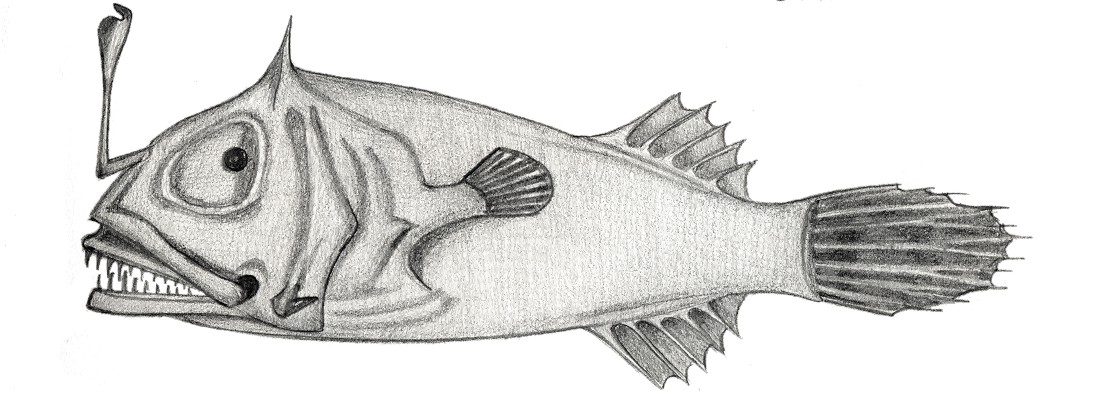
Leptacanthichthys gracilispinis.

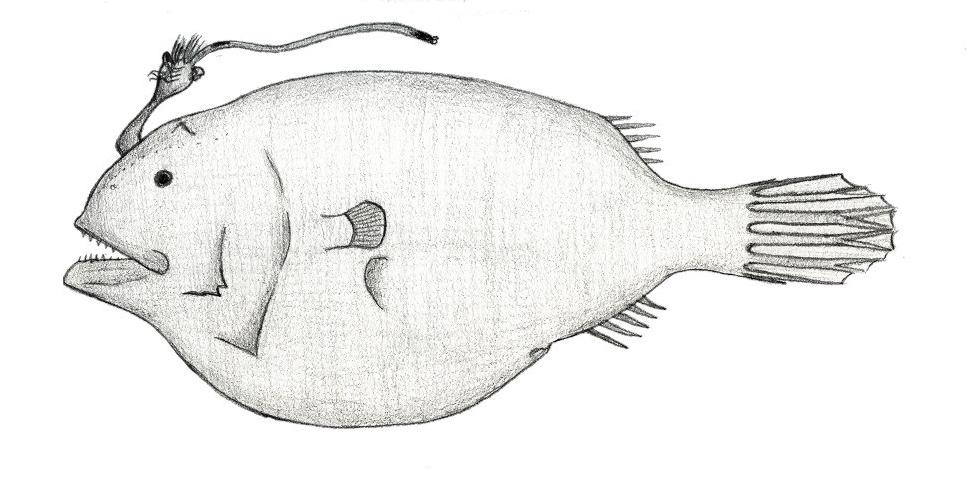
Phyllorhinichthys balushkini.

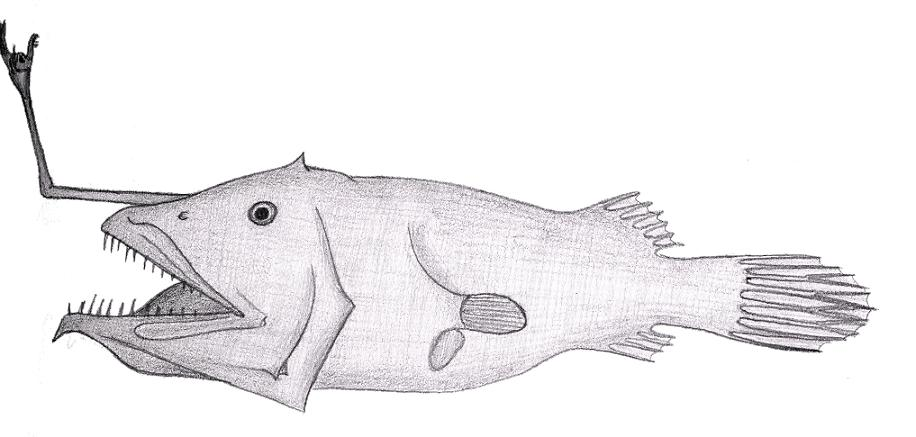
Oneirodes macrosteus.

Los peces oníricos son la familia Oneirodidae, peces marinos abisales del orden Lophiiformes, de amplia distribución por los océanos Atlántico, Índico y Pacífico. Su nombre procede del dios griego Oneiros, dios de los sueños.

## Anatomía
El cuerpo es muy parecido al del resto de Lophiiformes con una enorme mandíbula, con la piel totalmente desnuda sin escamas; algunas hembras presentan espinas cortas; presenta muy pocos radios en la aleta dorsal, unos 4 a 8, y aproximadamente los mismos en la aleta anal.

## Biología
Viven en el fondo abisal, cazando presas a las que atrae moviendo el apéndice sobres su boca, con señuelos muy variados.

## Géneros
Hay 65 especies válidas en esta familia, encuadradas en 16 géneros:.
- Bertella (Pietsch, 1973) (1 especie)
- Chaenophryne (Regan, 1925) (5 especies)
- Chirophryne (Regan y Trewavas, 1932) (1 especie)
- Ctenochirichthys (Regan y Trewavas, 1932) (1 especie)
- Danaphryne (Bertelsen, 1951) (1 especie)
- Dolopichthys (Garman, 1899) (7 especies)
- Leptacanthichthys (Regan y Trewavas, 1932) (1 especie)
- Lophodolos (Lloyd, 1909) (2 especies)
- Microlophichthys (Burton, 1932) (1 especie)
- Oneirodes (Lütken, 1871) (37 especies)
- Pentherichthys (Regan y Trewavas, 1932) (1 especie)
- Phyllorhinichthys (Pietsch, 1969) (2 especies)
- Pietschichthys (2 especies)
- Puck (Pietsch, 1978) (1 especie)
- Spiniphryne (Bertelsen, 1951) (2 especies)
- Tyrannophryne (Regan y Trewavas, 1932) (1 especie)